# Pecica
Pecica (Hongaars: Pécska of Ópécska) is een stadje in het westen van Roemenië, in het district Arad. Pecica had in 2011 12.762 inwoners en een bevolkingsdichtheid van 54 inw/km². De belangrijkste minderheid wordt gevormd door de Hongaren met 3.316 personen.
De gemeente bestaat naast de stad uit drie dorpen:
- Bodrogu Vechi (Óbodrog)
- Sederhat (Szederhát)
- Turnu (Tornya)

## Geschiedenis
In de Romeinse tijd was deze stad een Dacisch fort, genaamd Ziridava. Tegenwoordig zijn er nog ruïnes van dat fort te zien, en is Pecica een belangrijke plek voor archeologische opgravingen. De plaats behoorde vanaf de 11e eeuw tot Hongarije, in de 16e en 17e eeuw was het onderdeel van het Ottomaanse rijk waarna de Habsburgers het gebied veroverden. 
In de Ottomaanse tijd waren de inwoners vooral Serviërs. Als onderdeel van het Oostenrijkse keizerrijk begon de systematische kolonisatie van het gebied, veel Serviërs vertrokken en hun plaats werd ingenomen door veelal Rooms Katholieke Hongaren uit het Palottenland (nu de grensstreek tussen Hongarije en Slowakije). Er ontstonden twee kernen, Magyarpécska (Ungarisch Petschka) waar vooral Hongaarstaligen woonden en Ráczpécska of Ópécska (Serbisch-Petschka) waar Serviërs en Roemenen woonden. In 1880 woonden binnen de grenzen van de huidige gemeente  17.673 personen, waarvan 9894 Hongaren, 6149 Roemenen, 585 Serbiërs, 429 Slowaken en 268 Duitsers. Bij de volkstelling van 1910 bereikte het inwonertal met 20.562 personen haar hoogtepunt. Sindsdien neemt de bevolking af.
In 1918 wordt de gemeente veroverd door Roemeense troepen en in 1920 wordt de gemeente definitief afgescheiden van Hongarije. De plaatsnamen worden geroemeniseerd naar Pecica Română (later Pecica Veche) en Pecica Ungurească (later Rovine). In 1960 worden de twee delen verenigd tot één gemeente.
In het einde van maart 2006 werd Pecica getroffen door overstromingen.
In de gemeente ligt ook het plaatsje Turnu alwaar een grensovergang is met Hongarije.

## Bevolkingssamenstelling
De gemeente ligt direct aan de grens met Hongarije en kent zelf ook een aanzienlijke Hongaarse gemeenschap. In 2011 was de bevolkingsamenstelling per kern als volgt:
- Pecica /	Pécska 	11 266 inwoners, waarvan	3 056 Hongaren	(29,2%)
- Turnu /	Tornya 	1 181 inwoners, waarvan	229 Hongaren		(20,9%)
- Sederhat /	Szederhát 	311 inwoners, waarvan	31 Hongaren		(11,2%)
- Bodrogu Vechi /	Óbodrog 	4 inwoners, alle Roemenen

Tot omstreeks 1980 zijn de Hongaren een meerderheid in de gemeente, daarna neemt het aantal Hongaren gestaag af en verliest de gemeente haar overwegend gemengde karakter ter faveure van de Roemenen. Tegenwoordig vormen de Hongaren nog een kwart van de bevolking. De Democratische Unie van Hongaren in Roemenië behaalde tijdens de laatste gemeenteraadsverkiezingen 2 zetels van de 17 zetels.